# Sahlin (släkter)
Sahlin, Salin,  svenska släkter med etablerade särskiljande beteckningar:
- Sahlin (Värmlandsläkten) från Brattfors i Värmland och tidigare från Marienburg och Breslau i Polen
  - Carl Yngve Sahlin (1824–1917), professor, universitetsrektor, filosof
  - Mauritz Sahlin (1860–1927), generaldirektör, landshövding
  - Enar Sahlin (1862–1950), pedagog, litteraturvetare
  - Margit Sahlin (1914–2003), präst
  - Kerstin Sahlin (född 1954), professor, företagsekonom
  - Ingvar Sahlin (1908–1976), folkhögskolerektor
  - Olof Sahlin (1912–1990), konstnär

- Sahlin (Ut-Råbysläkten) från Gesala i Romfartuna i Västmanland

- Sahlin (Gesalasläkten) från Gesala i Romfartuna i Västmanland
  - Carl Sahlin (1861–1943), bruksdisponent, företagsledare
  - Albert Sahlin (1869–1936), företagsledare, kommunpolitiker
  - Ester Sahlin (1881–1959), skådespelerska
  - Stig Sahlin (1899–1963), generaldirektör, diplomat
  - Bo Sahlin (1901–1949), läkare, företagsledare

- Sahlin (Närkessläkten) från Sahltorp i Sköllersta, Närke

- Salin (Salasläkten) 
  - Mauritz Salin (1851–1927), professor, gynekolog
  - Kasper Salin (1856–1919), arkitekt
  - Bernhard Salin (1861–1931), riksantikvarie, arkeolog

Ytterligare släkter med namnet Salin eller Sahlin finns.